# Jerzy Aleksandrowicz (neurofizjolog)

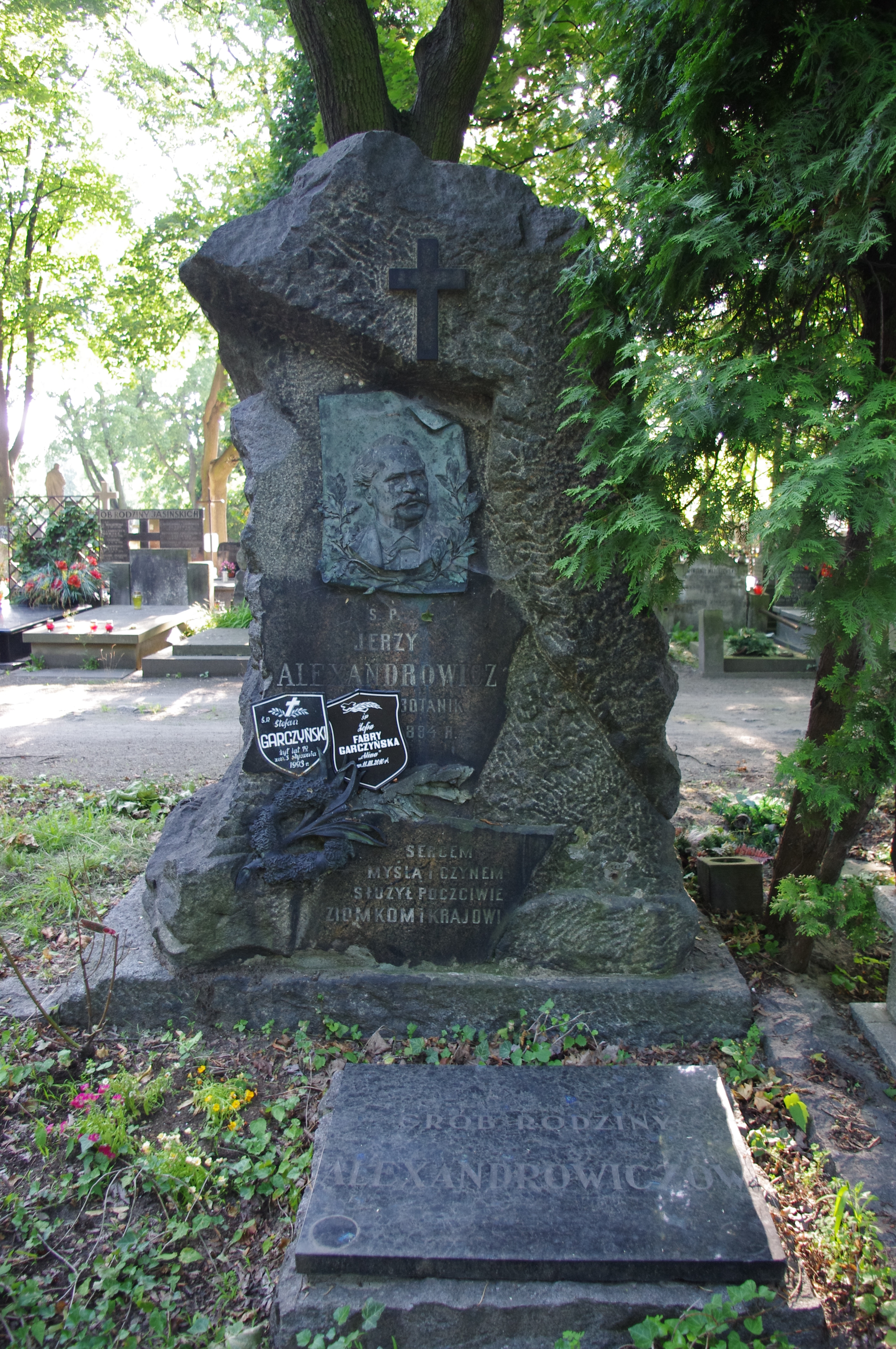
Grób Jerzego Aleksandrowicza na Starych Powązkach w Warszawie

Jerzy Stanisław Aleksandrowicz lub Alexandrowicz (ur. 2 sierpnia 1886 w Stoczkach, zm. 28 października 1970 w Plymouth) – pułkownik lekarz Polskich Sił Zbrojnych, biolog, histolog, jeden z czołowych neurofizjologów porównawczych na świecie.

## Życiorys
Był synem Bronisława (leśnika) i wnukiem Jerzego Aleksandrowicza (botanika). Ukończył Gimnazjum nr IV w Warszawie. W 1904 rozpoczął studia przyrodnicze w Cesarskim Uniwersytecie Warszawskim, jednak za udział w strajku studenckim w 1905 został relegowany z uczelni i zmuszony do opuszczenia Królestwa Polskiego. Naukę kontynuował w Zurychu, a studia uzupełniające odbył w Monachium, Heidelbergu, Paryżu i Jenie. Stopień dr filozofii uzyskał w Zurychu w 1909 roku na podstawie pracy Zur Kenntnis des sympathischen Nervensystems der Crustaceen. W 1913 roku w Jenie otrzymał doktorat nauk medycznych na podstawie pracy Zur Kenntnis der Cellulose und des Cellulose-lösenden Fermenten in Hepatopancreas saft der Schnecke (Helix pomatia). W tym samym roku został zatrudniony jako chirurg wojskowy w szpitalu w Belgradzie, a następnie został asystentem Kazimierza Kostaneckiego (1913–1918) na Uniwersytecie Jagiellońskim, będąc równocześnie docentem anatomii artystycznej w Akademii Sztuk Pięknych w Krakowie.
W latach 1914–1915 i 1918–1919 pełnił służbę w armii Austro-Węgier, w charakterze lekarza w szpitalach polowych. W 1919 przeniósł się do Wilna, gdzie objął kierownictwo Zakładu Anatomii Opisowej na organizującym się Uniwersytecie Stefana Batorego.
Podczas wojny polsko-bolszewickiej był lekarzem naczelnym 211 pułku ułanów. Po jej zakończeniu został zweryfikowany w stopniu majora, ze starszeństwem z dniem 1 czerwca 1919, w korpusie oficerów sanitarnych, w grupie lekarzy. W 1934 pozostawał na ewidencji Powiatowej Komendy Uzupełnień Lwów-Miasto i posiadał przydział mobilizacyjny do kadry zapasowej 3 Szpitala Okręgowego.
W 1921 roku uzyskał tytuł profesora nadzwyczajnego i objął funkcję kierownika Zakładu Histologii i Embriologii Uniwersytetu Stefa Batorego w Wilnie. Od 1930 roku był profesorem zwyczajnym. W 1931 roku objął kierownictwo Zakładu Histologii i Embriologii Akademii Medycyny Weterynaryjnej we Lwowie. W 1933 roku został prorektorem, od 1 września 1936 roku piastował stanowisko rektora tej uczelni. W ostatnim roku istnienia II RP w maju 1939 roku został ponownie wybrany rektorem AMW, jednak nie przyjął tej funkcji i wybrany został Kazimierz Szczudłowski. W 1934 roku został członkiem korespondentem Polskiej Akademii Umiejętności. Od listopada 1937 do 7 grudnia 1938 roku pracował jako podsekretarz stanu w Ministerstwie Wyznań Religijnych i Oświecenia Publicznego. Z pracy tej zrezygnował na znak protestu przeciw atakom władzy na postępowych profesorów i młodzież akademicką.
W 1939 roku zgłosił się do Wojska Polskiego i po agresji ZSRR na Polskę trafił do niewoli sowieckiej. W latach 1941–1942 walczył jako żołnierz Armii Polskiej pod dowództwem gen. Andersa i wraz z nią przebył szlak bojowy od Iranu przez Bliski Wschód do Włoch. Awansował do stopnia pułkownika oraz szefa Wydziału Oświaty 2 Korpusu. Następnie z częścią armii Andersa trafił do Anglii. Tam przez dwa lata (1943–1945) przebywał w obozie karnym na farmie w Hartfordshire za odmowę oddania się do dyspozycji władz brytyjskich (odmówił wcielenia do armii angielskiej). Został jednak zwolniony dzięki licznym protestom polskich i angielskich uczonych.
Od 1947 do 1957 roku pracował jako kustosz Laboratorium Biologii Morskiej (Marine Biological Association) w Plymouth, placówki kierowanej przez sir Fredericka Russela. Był wybitnym znawcą układu nerwowego bezkręgowców. Zajmował się także neurofizjologią porównawczą. Zainicjował w Polsce badania anatomoporównawcze nad unerwieniem serca u bezkręgowców, prowadził także pionierskie badania nad akomodacją oka u głowonogów.
W 1950 członek założyciel Polskiego Towarzystwa Naukowego na Obczyźnie.
Zmarł 28 października 1970 w Plymouth, ale 12 grudnia tego samego roku jego prochy złożono w rodzinnym grobowcu na warszawskich Powązkach (kwatera 62, rząd 5, grób 22).

## Ordery i odznaczenia
- Krzyż Komandorski Orderu Odrodzenia Polski – 3 maja 1958 przez prezydenta RP Augusta Zaleskiego „za pracę na polu naukowym i społecznym”[11]

## Publikacje naukowe
- Zur Kenntnis des sympatischen Nervensystems des Crustaceen (1909)
- Zur Kenntnis der Cellulose und des Cellulose - lösenden Fermentes im Hepatopancrearsaft der Schencke (Helixpomatia) (1913)
- O anatomicznych aparatach nerwowych (1910)
- Zur Kenntnis des sympatischen Nervensystems einiger Wirbellosen (1913)
- The Innervation of the Heart of the Cockrooach (Periplaneta orientalis) (1926)
- O akomodacji oczu o głowonogów
- O unerwieniu oczu u głowonogów (dwa streszczenia referatów zamieszczone w Księdze Pamiątkowej XI zjazdu lekarzy i przyrodników polskich) (1926)
- The Innervation of the Heart of the Crustacea (1932)
- Innervation des branchies de Squilla mantis (1933)
- Muscle Receptor Organs in the Paguridae (1952)
- An Accesory Organ of the Circulatory System of Sepia and Loligo (1962)